# 石川康輔
石川 康輔（いしかわ こうすけ、1939年 - 2004年1月14日）は、日本のカトリック司祭。東京出身。

## 生涯
1964年、慶應義塾大学文学部を卒業。1967年に司祭に叙階された。1968年、ローマ・サレジオ大学の神学部を、1972年にローマ教皇庁立聖書研究所を卒業。1992年に司祭銀祝を迎えた。洗礼名はヨセフ。サレジオ会士。

## 著書
- 『聖書を読む 4 ヨハネによる福音書』筑摩書房 こころの本 1989
- 『聖書の魅力』ドン・ボスコ社 「みことば」シリーズ 1989
- 『集会祈願を味わう 教会とともに』ドン・ボスコ社 「みことば」シリーズ 1990
- 『信じることは生きること ヤコブの手紙』ドン・ボスコ社 福音シリーズ 1990
- 『罪と恵み 聖書に学ぶ人間像』ドン・ボスコ社 福音シリーズ 1990
- 『イエスの母 福音書にみられるマリア像』ドン・ボスコ社 みことばシリーズ 1991
- 『みことばあれこれ 聖書研究の諸問題』ドン・ボスコ社 福音シリーズ 1991
- 『みことばの食卓 糧としての聖書』ドン・ボスコ社 福音シリーズ 1992
- 『「おいで!」「はい!」 みことばへの応答』ドン・ボスコ社 福音シリーズ 1995

### 編共著
- 『心は心に語る』編 ドン・ボスコ社 1993
- 『新約聖書のこころ 福音書が物語るイエスの生涯』高柳俊一,加山久夫,加藤常昭共著 キリスト新聞社 2005

### 翻訳
- 『教育の福音 若者の父ドン・ボスコ 教育者への教皇ヨハネ・パウロ2世の書簡』G.コンプリ共訳 ドン・ボスコ社 1988
- 『ドン・ボスコ自叙伝』ドン・ボスコ社 1989
- C.M.マルティーニ枢機卿『愛と和の泉 家庭』ドン・ボスコ社 「みことば」シリーズ 1990
- カルロ・マリア・マルティーニ『家族そろって祈る 祈りの三つの方法』ドン・ボスコ社 みことばシリーズ 1990
- エンツォ・ビアンコ編『365日愛と祈りの寸言集』ドン・ボスコ社 1991
- 『マザー・テレサの祈り』ドン・ボスコ社 1992
- カルロ・マルティーニ『イエスと共に歩む カテキズムとしてのマルコ福音書』ドン・ボスコ社 福音シリーズ 1993
- 『聖人たちの祈り』ドン・ボスコ社 1993
- 『聖母マリアへの祈り』ドン・ボスコ社 1993
- パオラ・モレッリ, アンドレア・ガレアッツィ『名画でたどる聖母の生涯』ドン・ボスコ社 1993
- 『愛に生きる魂の日々 ピッチニーニ神父の言葉』アンジェラ・パレストゥラ編 ドン・ボスコ社 1994
- カルロ・マリア・マルティーニ『家族そろって祈る 祈りの三つの方法』ドン・ボスコ社 みことばシリーズ 1994
- レンゾ・サラ編『アヴェ・マリア』ドン・ボスコ社 1995
- レンゾ・サラ編『友だちの記念日』ドン・ボスコ社 1995
- バルトリーノ・バルトリーニ編『小さいテレーズの祈り』ドン・ボスコ社 1996
- エドアルド・バガロッティ著 バルトリーノ・バルトリーニ編『イエスへの祈り』ドン・ボスコ社 祈りシリーズ　1997
- ジャコモ・ビッフィ『イエス・キリスト 世の唯一の救い主』訳・編 ドン・ボスコ社 1997
- バルトリーノ・バルトリーニ編『聖霊への祈り』ドン・ボスコ社 祈りシリーズ　1998
- レイモンド・E.ブラウン『旅する教会 使徒たちが遺した共同体』監訳 ドン・ボスコ社 1998
- バルトリーノ・バルトリーニ編『父なる神への祈り』ドン・ボスコ社 1998
- 『2000年を旅する祈り』ドン・ボスコ社 1999
- 教皇ヨハネ・パウロ2世『希望の扉を開く』三浦朱門,曽野綾子訳 監修 新潮文庫 2000
- バルトリーノ・バルトリーニ編『クリスマス 祈りのヒント』ドン・ボスコ社 2000
- バルトリーノ・バルトリーニ編『大聖年の祈り』ドン・ボスコ社 2000
- テレジオ・ボスコ『ドン・ボスコのことば』ドン・ボスコ社 2000
- 『ヨハネ二十三世魂の日記』監訳 ドン・ボスコ社 2000
- ティッツィアーノ・ダニオッティ編『あしあと』ドン・ボスコ社 心の糧シリーズ 2001
- ティッツィアーノ・ダニオッティ編『いのちの賛歌』ドン・ボスコ社 心の糧シリーズ 2001
- ティッツィアーノ・ダニオッティ編『クリスマスのよろこび』ドン・ボスコ社 心の糧シリーズ 2001
- ティッツィアーノ・ダニオッティ編『母なる聖マリア』ドン・ボスコ社 心の糧シリーズ 2001
- 『こころの輝き マザー・テレサの祈り』編・訳 ドン・ボスコ社 2002
- 『聖人たちの祈り』浦田慎二郎共訳 ドン・ボスコ社 2013
- ジョヴァンニ・ボスコ『オラトリオ回想録』訳 浦田慎二郎編訳 ドン・ボスコ社 サレジオ家族霊性選集 2015